# 绒毛天名精
绒毛天名精（学名：Carpesium veluntium）为菊科天名精属的植物，为中国的特有植物。分布在中国大陆的四川省等地，生长于海拔2,000米至3,200米的地区，一般生于山坡路边以及林下，目前尚未由人工引种栽培。